# Велисто
Велисто (Велесто) — ледниковое, ложбинное озеро на севере Смоленской области России в Духовщинском районе. На северо-восточном и юго-западном берегу заросли смешанного леса. Озеро проточное, принадлежит бассейну реки Межа через речку Велистицу. В озере произрастает орех-чилим. Берега сильно изрезанные. Рельеф дна несложный. Памятник природы. На берегу озера находится деревня Велисто. Около деревни, на берегу озера находится овальное древнерусское городище XI—XIII веков, площадью около 0,2 га.